# Senegal nos Jogos Olímpicos de Verão de 1972
Senegal competiu nos Jogos Olímpicos de Verão de 1972 em Munique, Alemanha Ocidental.

## Resultados por Evento

### Atletismo
800m masculino
- Daniel Andrade
  - Eliminatórias — 1:53.9 (→ não avançou, 52º lugar)

1.500m masculino
- Daniel Andrade
  - Eliminatórias — 3:59.2 (→ não avançou)

5.000m masculino
- Siatka Badji
  - Eliminatórias — DNS (→ não avançou)

Revezamento 4x100m masculino
- Malang Mane, Christian do Rosario, Momar N'Dao, e Barka Sy
  - Eliminatórias — 40.95s (→ não avançou)

### Basquetebol

#### Competição Masculina
- Fase Preliminar (Grupo B)
  - Perdeu para a União Soviética (52-94)
  - Perdeu para a Itália (56-92)
  - Perdeu para a Polônia (59-95)
  - Perdeu para Porto Rico (57-92)
  - Perdeu para as Filipinas (62-68)
  - Perdeu para a Iugoslávia (57-73)
  - Perdeu para a Alemanha Ocidental (62-72)
- Partidas de Classificação
  - 13º/16º lugar: Perdeu para o Japão (67-76)
  - 15º/16º lugar: W.O. sobre o Egito (2-0) → 15º lugar